# دانيلي امريني
دانيلي امريني (بالإيطالية: Daniele Amerini)‏ (3 أغسطس 1974 بفلورنسا في إيطاليا - ) هو لاعب كرة قدم إيطالي في مركز الوسط. شارك مع منتخب إيطاليا تحت 21 سنة لكرة القدم. أما مع النوادي، فقد لعب مع فيورنتينا ونادي باليرمو ونادي بيستويسي ونادي بيسكارا ونادي ريجينا ونادي فروسينوني ونادي فيتشينزا ونادي فينيزيا ونادي لوكيزي ونادي مودينا وهيلاس فيرونا ونادي أريتسو ونادي سيستيزي.

## وصلات خارجية
- دانيلي امريني على موقع قاعدة بيانات كرة القدم.إي يو (الإنجليزية)
- دانيلي امريني على موقع عالم كرة القدم.نت (الإنجليزية)